# Церпіґуж (Седлецький повіт)
Церпіґуж (пол. Cierpigórz) — село в Польщі, у гміні Пшесмики Седлецького повіту Мазовецького воєводства.
Населення — 90 осіб (2011).
У 1975-1998 роках село належало до Седлецького воєводства.

## Демографія
Демографічна структура станом на 31 березня 2011 року:
|          | Загалом | Допрацездатний вік | Працездатний вік | Постпрацездатний вік |
| -------- | ------- | ------------------ | ---------------- | -------------------- |
| Чоловіки | 48      | 8                  | 30               | 10                   |
| Жінки    | 42      | 5                  | 20               | 17                   |
| Разом    | 90      | 13                 | 50               | 27                   |